# Degerträsket (Lövångers socken, Västerbotten)
Degerträsket är en sjö i Skellefteå kommun i Västerbotten och ingår i Bureälven-Mångbyåns kustområde. Sjön är 11 meter djup, har en yta på 1,21 kvadratkilometer och är belägen 18 meter över havet. Sjön avvattnas av vattendraget Önnesmarkbäcken. Vid provfiske har bland annat abborre, gers, gädda och lake fångats i sjön.

## Delavrinningsområde
Degerträsket ingår i det delavrinningsområde (716313-176284) som SMHI kallar för Utloppet av Degerträsket. Medelhöjden är 29 meter över havet och ytan är 6,69 kvadratkilometer. Räknas de 2 avrinningsområdena uppströms in blir den ackumulerade arean 18,84 kvadratkilometer. Önnesmarkbäcken som avvattnar avrinningsområdet har biflödesordning 2, vilket innebär att vattnet flödar genom totalt 2 vattendrag innan det når havet efter 17 kilometer. Avrinningsområdet består mestadels av skog (71 procent). Avrinningsområdet har 1,21 kvadratkilometer vattenytor vilket ger det en sjöprocent på 18 procent.

## Fisk
Vid provfiske har följande fisk fångats i sjön:
- Abborre
- Gärs
- Gädda
- Lake
- Mört